# ادسون آندراده آلمیدا
ادسون آندراده آلمیدا (به پرتغالی: Édson Andrade Almeida) مهاجم اهل برزیل است که در شهر Jacobina، باهیا و در تاریخ ۱۴ مارس ۱۹۷۹ به دنیا آمده‌است.
ادسون آندراده آلمیدا در تیم‌های فوتبال سائوپائولو سابقهٔ حضور دارد.